# Cali Juniors
El Cali Juniors es un equipo Colombiano de fútbol de salón femenino de la ciudad de Cali. Fue fundado en 2010 con el nombre de Cali Nuevo Latir. Es el primer equipo bicampeón de la Copa Postobon de Microfútbol Femenina.

## Plantilla Campeona 2012
| No. | País                 | Nombre              | Posición |
| --- | -------------------- | ------------------- | -------- |
|     | Bandera de Colombia  | Lizbeth Camacho     | Arquera  |
|     | Bandera de Colombia  | Magaly Vergara      | Arquera  |
|     | Bandera de Venezuela | Astrid Miquilena    |          |
|     | Bandera de Colombia  | Natalia Riveros     |          |
|     | Bandera de Colombia  | Ingrid Jaramillo    | Pívot    |
|     | Bandera de Colombia  | Lucy Stella Rendón  | Poste    |
|     | Bandera de Colombia  | Sara Beatriz Angulo |          |
|     | Bandera de Colombia  | Carolina Vélez      |          |
|     | Bandera de Colombia  | Alexandra Góngora   | Pívot    |
|     | Bandera de Colombia  | Jessica Caro        |          |
|     | Bandera de Colombia  | Juliana Muñoz       |          |
|     | Bandera de Colombia  | Yurani Marín        |          |
|     | Bandera de Colombia  | Marcela Calderón    |          |
|     | Bandera de Colombia  | Stefanía Cabezas    |          |

Entrenador(a):Luis Mario Gonzales
Entrenador(a) adjunto: Amparo Maldonado

## Datos del Club
- Temporadas en Copa Postobon de Microfútbol: 3
- Mejor puesto en la Copa: 1º (en 2011, 2012)

## Palmarés

### Torneos nacionales
- Copa Postobon de Microfútbol Femenina (2): 2011, 2012.